# Флора (станция метро)
«Флора» (чеш. Flora) — станция пражского метрополитена. Станция была открыта 19 декабря 1980 года в составе второго пускового участка линии А «Náměstí Míru — Želivského».

## Характеристика станции
Пилонная станция с центральным залом, укороченным до 33 м, шестью парами платформенных проходов и сборной чугунной обделкой. Её длина составляет 108 м, а глубина - всего 25,4 м, что делает её одной из самых неглубоких станций на всем маршруте. Из центрального зала один выход ведет через эскалаторный тоннель в подземный вестибюль (4,75 ниже поверхности). Здесь имеется шесть выходов на улицу, а с 2003 года торговый центр Palác Flora также соединен прямым входом с подземным этажом. Станция облицована золотистыми и бордовыми алюминиевыми элементами, а также декоративным серым камнем.
Расположена под одноимённым торговым центром Atrium Flora на границе Жижковского и Виноградского районов, рядом с Ольшанским кладбищем. Стоимость строительства станции составила 254 миллиона чехословацких крон.

## Прошлое
В эскалаторном тоннеле, ведущем в подземный вестибюль, освещение изначально было выполнено так же, как и сегодня (март 2009 года) на станции «Želivského», то есть системой подвесных светильников в сочетании с белыми отражающими панелями. Освещение было переделано во время реконструкции станции перед открытием Palác Flora в 2002 году.
Сейчас на станции только один вестибюль, но планировалось, что ещё один будет расположен под трамвайной остановкой «Ольшанские Гржбитовы».

## Будущее
Модернизация станции запланирована на конец 2024 года.

## Окружающие объекты
- Ольшанское кладбище
- Торговые центры Palác Flora и Atrium Flora